# Ейнджел Гомес
Ейнджел Гомес (англ. Angel Gomes, порт. Adilson Angel Abreu de Almeida Gomes; нар 31 серпня 2000, Лондон) — англійський футболіст, атакувальний півзахисник клубу «Лілль» та національної збірної Англії.

## Клубна кар'єра
Гомес приєднався до академії «Манчестер Юнайтед» у віці шести років і пройшов усі вікові категорії команди. Дебютував в основному складі «Манчестер Юнайтед» 21 травня 2017 року в матчі Прем'єр-ліги проти «Крістал Пелес», вийшовши на заміну замість Вейна Руні. Він став наймолодшим гравцем «Манчестер Юнайтед», який виходив на поле в матчі Прем'єр-ліги за всю історію: на момент дебюту йому було 16 років і 263 дня.

## Кар'єра в збірних
16 серпня 2015 року дебютував у складі юнацької збірної Англії до 16 років у матчі проти однолітків з США. Зіграв за збірну цієї вікової категорії 9 матчів і забив 2 м'ячі.
28 вересня 2016 року дебютував у складі юнацької збірної Англії до 17 років в грі проти Хорватії. У жовтні 2017 року в складі збірної до 17 років взяв участь в чемпіонаті світу, забивши голи в матчах проти Чилі та Іраку, і допоміг своїй збірній здобути золоті нагороди
7 вересня 2024 року у матчі Ліги націй проти команди Ірландії Ейнджел Гомес дебютував у складі національної збірної Англії.
.

## Досягнення
- Чемпіон світу (U-17): 2017
- Володар Суперкубка Франції: 2021

## Особисте життя
Народився в родині португальського футболіста Жила Гоміша, який на той момент виступав у Англії. В подальшому родина залишилась у цій країні.